# René Privat
René Privat é um ciclista francês, nascido a 4 de dezembro de 1930 em Coux (Ardèche) e falecido a 19 de julho de 1995 em Puy-en-Velay (Haute-Loire).
Após iniciar-se no ciclismo em clubes privados com o campeão local Michel Malleval, assinou um contrato com a União Ciclista Valentinoise. Fez a sua estreia como ciclista profissional em 1953.

## Palmarés
| 1953 - 1 etapa do Tour de l'Ouest 1954 - 1 etapa da Dauphiné Libéré 1955 - Critérium Internacional - Génova-Nice - 1 etapa da Dauphiné Libéré - 1 etapa da Lyon - Montluçon - Lyon - 1 etapa do Tour du Sud-Est 1956 - Boucles de Seine Saint-Denis - 2º no Campeonato da França de Ciclismo em Estrada 1957 - Paris-Limoges - 1 etapa da Dauphiné Libéré - 3 etapas do Tour de France | 1958 - Tour du Var, mais 1 etapa 1959 - Tour du Sud-Est, mais 1 etapa - GP Stan Ockers - 1 etapa do Tour du Var - 3º no Campeonato da França de Ciclismo em Estrada 1960 - Milão-Sanremo - 1 etapa do Tour de França - Ronde de Seignelay - 1 etapa do Tour du Sud-Est |

## Resultados nas grandes voltas

### Tour de France
- 1953 : abandono
- 1954 : 52º
- 1956 : 9º
- 1957 : 31º
- 1958 : 60º
- 1959 : abandono
- 1960 : abandono
- 1961 : abandono